# Fédération colombienne de football
Pour les articles homonymes, voir FCF.
La Fédération colombienne de football (Federación Colombiana de Fútbol (es) COLFUTBOL) est une association regroupant les clubs de football de la Colombie et organisant les compétitions nationales et les matchs internationaux de la sélection de Colombie.
La fédération nationale de la Colombie est fondée en 1924. Elle est affiliée à la FIFA depuis 1936 et est membre de la CONMEBOL depuis 1936.

## Condamnations
Des administrateurs et deux anciens présidents de la Fédération colombienne de football —  Ramon Jesurun et Luis Bedoya — sont condamnés en juillet 2020 par la justice colombienne à des amendes pour avoir organisé un trafic de billets pour les matches qualificatifs à la coupe du monde de football 2018. Les dirigeants de la fédération et deux sociétés privées avaient formé « un cartel pour détourner des billets afin de les revendre en toute conscience à des prix excessivement élevés ». Les tarifs pratiqués pour ces billets étaient jusqu'à 350 % supérieurs à leur valeur marchande.

## Présidents

Ancien logo avant 2023

| Mandat    | Président                    |
| --------- | ---------------------------- |
| 1924-1958 | Carlos Vicente Queveda       |
| 1958-1961 | Efraín Borrero               |
| 1961-1962 | Pedro Nery López             |
| 1962-1964 | Luis Benedetti Gómez         |
| 1964-1964 | Eduardo Carbonell Insignares |
| 1964-1971 | Alfonso Senior Quevedo       |
| 1971-1975 | Eduardo Carbonell Insignares |
| 1975-1982 | Alfonso Senior Quevedo       |
| 1982-1992 | León Londoño Tamayo          |
| 1992-1995 | Juan José Bellini            |
| 1995-1996 | Hernán Mejía Campuzano       |
| 1996-2002 | Álvaro Fina Domínguez        |
| 2002-2006 | Óscar Astudillo              |
| 2006-2015 | Luis Bedoya                  |
| 2015-     | Ramón Jesurún                |